# Veľká Lesná
Veľká Lesná (slowakisch 1927–1948 „Rychvald“ – bis 1927 „Richvald“; deutsch Reichwald, ungarisch Kristályfalu – bis 1907 Richwald) ist eine Gemeinde im Nordosten der Slowakei mit 498 Einwohnern (Stand 31. Dezember 2024), die zum Okres Stará Ľubovňa, einem Teil des Prešovský kraj, gehört und zur traditionellen Landschaft Zips gezählt wird.

## Geographie

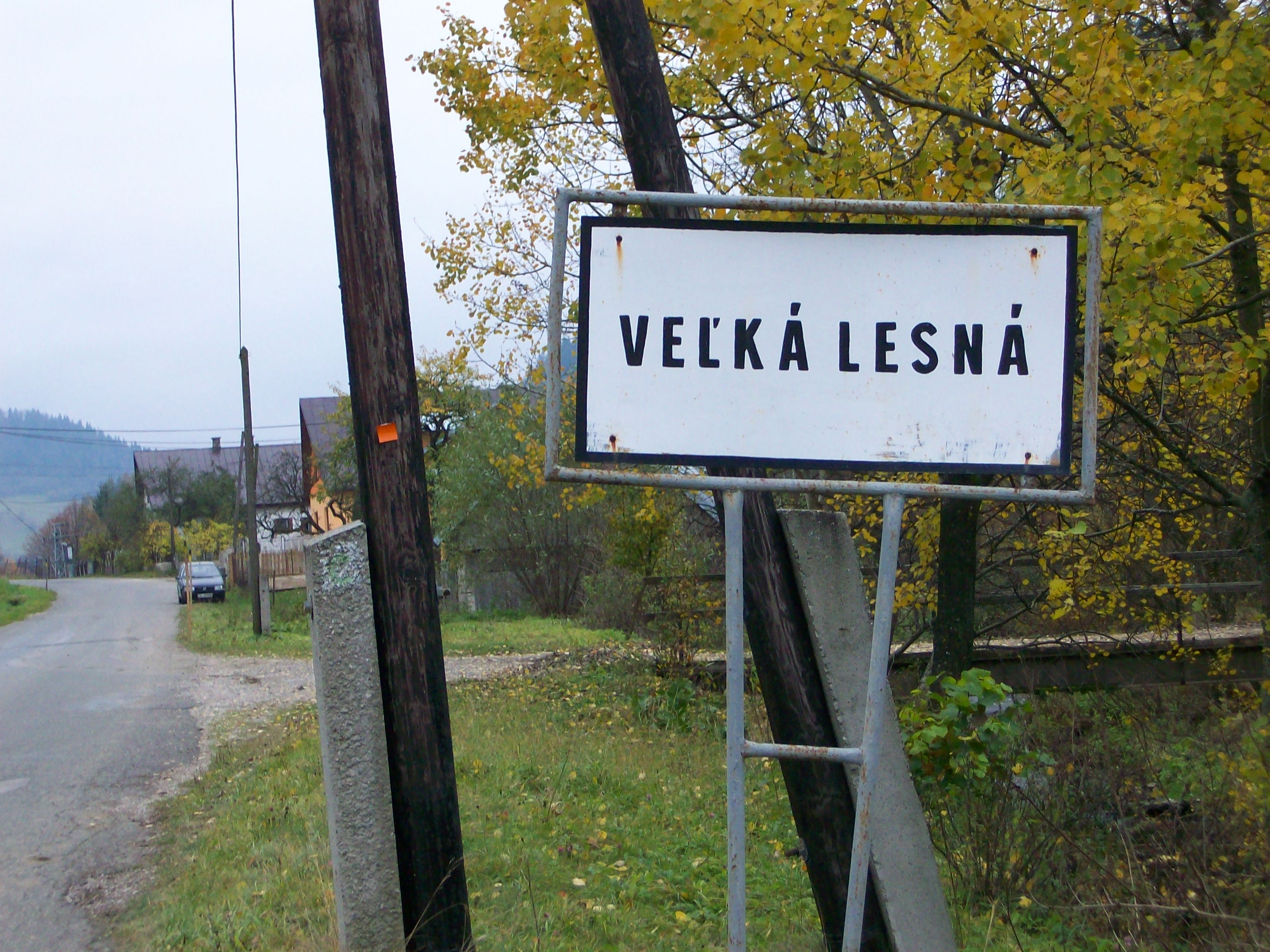
Ortsschild von Veľká Lesná

Die Gemeinde befindet sich in der Zipser Magura im Tal des Baches Lesniansky potok, im Einzugsgebiet des Dunajec. Somit gehört sie auch zur Landschaft Zamagurie. Über den im Winter nicht befahrbaren Sattel Toporecké sedlo besteht eine Verbindung zum Popradtal. Das Ortszentrum liegt auf einer Höhe von 605 m n.m. und ist 16 Kilometer von Spišská Stará Ves sowie 28 Kilometer von Stará Ľubovňa entfernt.
Nachbargemeinden sind Haligovce im Norden, Veľký Lipník im Osten, Toporec im Süden, Reľov im Südwesten, Zálesie und Havka im Westen und Lechnica im Nordwesten.

## Geschichte
Der Ort Veľká Lesná wurde im 13. Jahrhundert vom Geschlecht Görgey gegründet; die Gegend ist schriftlich schon zwischen 1235 und 1270 belegt. Direkt zum Ort ist der 1338 erwähnte Name Richwald gebunden, der sich zur dicht bewaldeten Gegend bezieht. 1409 schenkte der Krakauer Kaufmann Walldorf die Hälfte des Gemeindegebiets den Kartäusern aus dem Roten Kloster, die die zweite Hälfte erst im 16. Jahrhundert erwarben. Im 18. Jahrhundert bestand eine Glashütte. 1787 zählte man 99 Häuser und 737 Einwohner und 1828 129 Einwohner und 932 Einwohner, die vorwiegend in der Forst- und Landwirtschaft beschäftigt waren. Dennoch kam es insbesondere zum Ende des 19. Jahrhunderts zur massenhaften Auswanderung.
Bis 1918 gehörte der im Komitat Zips liegende Ort zum Königreich Ungarn und kam danach zur Tschechoslowakei beziehungsweise heute Slowakei.

## Bevölkerung
| Jahr                | 1994 | 2004     | 2014    | 2024    |
| ------------------- | ---- | -------- | ------- | ------- |
| Anzahl der Personen | 414  | 494      | 478     | 498     |
| Unterschied         |      | +19,32 % | −3,23 % | +4,18 % |

| Jahr                | 2023 | 2024    |
| ------------------- | ---- | ------- |
| Anzahl der Personen | 493  | 498     |
| Unterschied         |      | +1,01 % |

Gemäß der Volkszählung 2011 wohnten in Veľká Lesná 473 Einwohner, davon 467 Slowaken, drei Tschechen und ein Mährer. Zwei Einwohner machten keine Angabe. 463 Einwohner bekannten sich zur römisch-katholischen Kirche, vier Einwohner zur griechisch-katholischen Kirche und ein Einwohner zur Brüderkirche. Ein Einwohner war konfessionslos und bei vier Einwohnern wurde die Konfession nicht ermittelt.
Ergebnisse gemäß der Volkszählung 2001 (437 Einwohner):
| Nach Ethnie: - 99,15 % Slowaken - 0,64 % Tschechen | Nach Konfession: - 0,85 % griechisch-katholisch - 98,73 % römisch-katholisch - 0,21 % keine Angabe - 0,21 % konfessionslos |

## Bauwerke
- römisch-katholische Johannes-der-Täufer-Kirche aus dem 14. Jahrhundert, mit Fragmenten der Renaissance-Fresken; nebst der Kirche befindet sich eine denkmalgeschützte, etwa 400 Jahre alte Linde
- Straßenkapelle im klassizistischen Stil aus dem Anfang des 19. Jahrhunderts